# Bohdan Ulihrach
Bohdan Ulihrach (Kolín, 23 febbraio 1975) è un ex tennista ceco.

## Carriera
Ottenne il suo best ranking in singolare il 5 maggio 1997 con la 22ª posizione, mentre nel doppio divenne il 26 luglio 2004, il 286º del ranking ATP.
In carriera, in singolare, vinse tre tornei del circuito ATP. Il primo successo avvenne nel 1995 all'ATP Praga; in quell'occasione superò in finale lo spagnolo Javier Sánchez con un doppio 6-2. Nello stesso anno vinse l'ATP Montevideo sconfiggendo in finale un altro tennista spagnolo Alberto Berasategui con il punteggio di 6-2, 6-3. Nel 1997 raggiunse la finale del Newsweek Champions Cup and the State Farm Evert Cup, torneo che faceva parte degli ATP Super 9, ma venne sconfitto dallo statunitense Michael Chang in quattro set; ciò gli permise di raggiungere comunque il suo best ranking. Nei tornei del grande slam non riuscì mai a superare gli ottavi di finale raggiunti nel 1999 sia all'Australian Open che all'Open di Francia.
Fece parte della squadra ceca di Coppa Davis in dodici occasioni dal 1995 al 2003 con in bilancio complessivo di undici vittorie e sette sconfitte.

## Statistiche

### Tornei ATP

#### Singolare

##### Vittorie (3)
| Legenda singolare                                           |
| Grande Slam (0)                                             |
| ATP World Tour Finals (0)                                   |
| ATP Super 9 / ATP Masters Series (0)                        |
| ATP Championship Series / ATP International Series Gold (0) |
| ATP World Series / ATP International Series (3)             |

| Numero | Data            | Torneo                     | Superficie  | Avversario in finale | Punteggio   |
| 1.     | 31 luglio 1995  | ATP Praga, Praga           | Terra rossa | Javier Sánchez       | 6-2, 6-2    |
| 2.     | 30 ottobre 1995 | ATP Montevideo, Montevideo | Terra rossa | Alberto Berasategui  | 6-2, 6-3    |
| 3.     | 27 luglio 1998  | Croatia Open Umag, Umago   | Terra rossa | Magnus Norman        | 6-3, 7–6(0) |

##### Sconfitte in finale (6)
| Legenda singolare                                           |
| Grande Slam (0)                                             |
| ATP World Tour Finals (0)                                   |
| ATP Super 9 / ATP Masters Series (1)                        |
| ATP Championship Series / ATP International Series Gold (0) |
| ATP World Series / ATP International Series (5)             |

| Numero | Data            | Torneo                                        | Superficie  | Avversario in finale | Punteggio          |
| 1.     | 19 giugno 1995  | Hypo Group Tennis International, Sankt Pölten | Terra rossa | Thomas Muster        | 3-6, 6-3, 1-6      |
| 2.     | 29 aprile 1996  | ATP Praga, Praga (1)                          | Terra rossa | Evgenij Kafel'nikov  | 5-7, 6-1, 3-6      |
| 3.     | 10 marzo 1997   | Newsweek Champions Cup, Indian Wells          | Cemento     | Michael Chang        | 6-4, 3-6, 4-6, 3-6 |
| 4.     | 28 aprile 1997  | ATP Praga, Praga (2)                          | Terra rossa | Cédric Pioline       | 2-6, 7-5, 6(4)–7   |
| 5.     | 1º gennaio 2001 | Qatar Open ATP, Doha                          | Cemento     | Marcelo Ríos         | 3-6, 6-2, 3-6      |
| 6.     | 9 luglio 2001   | Swedish Open, Båstad                          | Terra rossa | Andrea Gaudenzi      | 5-7, 3-6           |

### Tornei minori

#### Singolare

##### Vittorie (6)
| Legenda tornei minori |
| Challenger (6)        |
| Futures (0)           |

| Numero | Data           | Torneo                            | Superficie  | Avversario in finale | Punteggio        |
| 1.     | 18 luglio 1994 | Oberstaufen Cup, Oberstaufen      | Terra rossa | Hicham Arazi         | 6-4, 6-4         |
| 2.     | 24 aprile 1995 | Birmingham Challenger, Birmingham | Terra verde | Jiří Novák           | 6-4, 7-6         |
| 3.     | 3 giugno 1997  | Unicredit Czech Open, Prostějov   | Terra rossa | Fernando Meligeni    | 6-2, 4-6, 6-1    |
| 4.     | 12 giugno 2000 | Pekao Open, Stettino              | Terra rossa | Alberto Martín       | 6-0, 6-2         |
| 5.     | 4 giugno 2001  | Unicredit Czech Open, Prostějov   | Terra rossa | Jiří Novák           | 6-4, 6(5)–7, 6-3 |
| 6.     | 30 aprile 2007 | Prosperita Open, Ostrava          | Terra rossa | Lukáš Dlouhý         | 6-4, 6-4         |